# Ungheni (okręg Jassy)
Ungheni – wieś w Rumunii, w okręgu Jassy, w gminie Ungheni. W 2011 roku liczyła 681 mieszkańców.